# Kopani
Kopani (en ukrainien : Копані, en russe : Копани, Kopani) est une commune urbaine de l'est de l'Ukraine, dans l'oblast de Donetsk, dépendante du raïon de Donetsk, et de la communauté urbaine de Amvrossiïvka. Jusqu'en 2016, la commune s'est nommée Voikovskyï. Sa population s'élevait à 1109 habitants en 2019.

## Géographie
La commune est située au bord de la rivière Soukhoï Elantchik, un affluent du fleuve côtier Mokriï Elantchik, qui se jette plus au sud dans la mer d'Azov. Elle se trouve à 11 km au sud-ouest de la ville d'Amvrossiïvka, et à 48,5 km au sud-est de la ville de Donetsk.